# Magyar labdarúgócsapatok listája
Magyar labdarúgócsapatok listája az OTP Bank Ligától a megyei első osztályig a 2020-2021-es szezonban:

## OTP Bank liga
| Klub                    | Település      |
| ----------------------- | -------------- |
| Budapest Honvéd FC      | Budapest       |
| Debreceni VSC           | Debrecen       |
| Ferencvárosi TC         | Budapest       |
| Kecskeméti TE           | Kecskemét      |
| Kisvárda Master-Good FC | Kisvárda       |
| Mezőkövesd Zsóry FC     | Mezőkövesd     |
| MOL Fehérvár FC         | Székesfehérvár |
| Paksi FC                | Paks           |
| Puskás Akadémia FC      | Felcsút        |
| Újpest FC               | Budapest       |
| Vasas FC                | Budapest       |
| Zalaegerszegi TE FC     | Zalaegerszeg   |

## Merkantil Bank Liga
| Klub                           | Település       |
| ------------------------------ | --------------- |
| Aqvital FC Csákvár             | Csákvár         |
| Békéscsaba 1912 Előre          | Békéscsaba      |
| BFC Siófok                     | Siófok          |
| Budafoki MTE                   | Budapest        |
| Credobus Mosonmagyaróvár       | Mosonmagyaróvár |
| Diósgyőri VTK                  | Miskolc         |
| Dorogi FC                      | Dorog           |
| ETO FC Győr                    | Győr            |
| FC Ajka                        | Ajka            |
| Gyirmót FC Győr                | Győr            |
| HR-Rent Kozármisleny           | Kozármisleny    |
| Kolorcity Kazincbarcika SC     | Kazincbarcika   |
| MTK Budapest FC                | Budapest        |
| Nyíregyháza Spartacus FC       | Nyíregyháza     |
| Pécsi Mecsek FC                | Pécs            |
| Soroksár SC                    | Budapest        |
| Szeged-Csanád Grosics Akadémia | Szeged          |
| Szentlőrinc SE                 | Szentlőrinc     |
| Szombathelyi Haladás           | Szombathely     |
| Tiszakécskei LC                | Tiszakécske     |

### Keleti csoport
| Klub                        | Település      |
| --------------------------- | -------------- |
| Aqua-General Hajdúszoboszló | Hajdúszoboszló |
| BKV Előre SC                | Budapest       |
| BVSC-Zugló                  | Budapest       |
| Békéscsaba 1912 Előre II.   | Békéscsaba     |
| Debreceni EAC               | Debrecen       |
| Debreceni VSC II.           | Debrecen       |
| Diósgyőri VTK II.           | Miskolc        |
| Eger SE                     | Eger           |
| Facultas-Tiszafüredi VSE    | Tiszafüred     |
| FC Hatvan                   | Hatvan         |
| Füzesgyarmati SK            | Füzesgyarmat   |
| Jászberényi FC              | Jászberény     |
| Karcagi SE                  | Karcag         |
| Kisvárda Master Good II.    | Kisvárda       |
| Körösladányi MSK            | Körösladány    |
| Putnok FC                   | Putnok         |
| Pénzügyőr SE                | Budapest       |
| Sényő-Carnifex FC           | Sényő          |
| Termálfürdő FC Tiszaújváros | Tiszaújváros   |
| Vasas FC II.                | Budapest       |

### Közép csoport
| Klub                            | Település        |
| ------------------------------- | ---------------- |
| Balassagyarmati VSE (kizárva)   | Balassagyarmat   |
| Budapest Honvéd-MFA II.         | Budapest         |
| Bánk-Dalnoki Labdarúgó Akadémia | Bánk             |
| Ceglédi VSE                     | Cegléd           |
| Dunaújváros FC                  | Dunaújváros      |
| Erzsébeti Spartacus MTK LE      | Budapest         |
| Ferencvárosi TC II.             | Budapest         |
| Hódmezővásárhelyi FC            | Hódmezővásárhely |
| Iváncsa KSE                     | Iváncsa          |
| Kecskeméti TE II.               | Kecskemét        |
| Majosi SE                       | Bonyhád          |
| Makó FC (kizárva)               | Makó             |
| Meton-FC Dabas                  | Dabas            |
| Monor SE                        | Monor            |
| MTK Budapest FC II.             | Budapest         |
| Paksi FC II.                    | Paks             |
| PTE-PEAC                        | Pécs             |
| Szekszárdi UFC                  | Szekszárd        |
| Szolnoki MÁV FC                 | Szolnok          |
| Újpest FC II.                   | Budapest         |

### Nyugati csoport
| Klub                     | Település      |
| ------------------------ | -------------- |
| III. Kerületi TVE        | Budapest       |
| Balatonfüredi FC         | Balatonfüred   |
| Bicskei TC               | Bicske         |
| Budaörsi SC              | Budaörs        |
| Csornai SE               | Csorna         |
| ETO Akadémia             | Győr           |
| Érdi VSE                 | Érd            |
| FC Nagykanizsa           | Nagykanizsa    |
| Gyirmót FC Győr II.      | Győr           |
| Kaposvári Rákóczi FC     | Kaposvár       |
| Kelen SC                 | Budapest       |
| Komárom VSE              | Komárom        |
| MOL Fehérvár FC II.      | Székesfehérvár |
| Móri SE                  | Mór            |
| Opus Tigáz Tatabányai SC | Tatabánya      |
| Practical VLS Veszprém   | Veszprém       |
| Puskás Akadémia FC II.   | Felcsút        |
| Technoroll Teskánd KSE   | Zalaegerszeg   |
| Zsámbéki SK              | Zsámbék        |
| Zalaegerszegi TE FC II.  | Zalaegerszeg   |

## Megye I

### Bács-Kiskun megye
| Klub                    | Település        |
| ----------------------- | ---------------- |
| Akasztó FC              | Akasztó          |
| Anda Kalocsa FC         | Kalocsa          |
| Bajai LC                | Baja             |
| Bácsalmási PVSE         | Bácsalmás        |
| Harta SE                | Harta            |
| Jánoshalmi SE           | Jánoshalma       |
| Kecel FC                | Kecel            |
| Kecskeméti LC           | Kecskemét        |
| Kiskunfélegyházi HTK    | Kiskunfélegyháza |
| Kiskőrös LC             | Kiskőrös         |
| Kunbajai SE             | Kunbaja          |
| Lajosmizsei VLC         | Lajosmizse       |
| Soltvadkerti TE Variens | Soltvadkert      |
| Tiszakécskei LC II.     | Tiszakécske      |

### Baranya megye
| Klub                      | Település    |
| ------------------------- | ------------ |
| Boda ÖSE (kizárva)        | Boda         |
| Bólyi SE                  | Bóly         |
| Kétújfalu SE              | Kétújfalu    |
| Lovászhetényi FC          | Lovászhetény |
| Mohácsi TE 1888           | Mohács       |
| Nagykozár KSE             | Nagykozár    |
| PTE-PEAC II.              | Pécs         |
| Pécsi VSK                 | Pécs         |
| Pécsváradi SE Prosport.hu | Pécsvárad    |
| Siklósi FC                | Siklós       |
| Sport36 Komlói Bányász SK | Komló        |
| Szederkény G-S II.        | Kozármisleny |
| Szentlőrinc SE II.        | Szentlőrinc  |
| Villány TC                | Villány      |
| VSK Sellye                | Sellye       |

### Békés megye
Békés megyében a kevés nevező miatt a lebonyolítás megváltozott. A csapatok "A" "B" "C" jelű 8 tagú kvalifikációs bajnokságokban kezdik meg a szezont az előző évi eredményeik alapján. Az első 4 helyezett a megyei I. osztályban, a második 4 helyezett a megyei II/A osztályban folytatja a szezont.

#### Kvalifikációs bajnokságok

##### Megyei Kvalifikáció "A"
| Klub                      | Település    |
| ------------------------- | ------------ |
| Békéscsaba 1912 Előre II. | Békéscsaba   |
| Békéscsabai MÁV SE        | Békéscsaba   |
| Dobozi SE                 | Doboz        |
| Jamina SE                 | Békéscsaba   |
| Kunágota TE               | Kunágota     |
| OMTK-ULE 1913             | Orosháza     |
| Szabadkígyósi SZSC        | Szabadkígyós |
| Tótkomlósi TC             | Tótkomlós    |

##### Megyei Kvalifikáció "B"
| Klub                   | Település        |
| ---------------------- | ---------------- |
| Békésszentandrási HMSE | Békésszentandrás |
| Csanádapácai EFC       | Csanádapáca      |
| Gyomaendrődi FC        | Gyomaendrőd      |
| Mezőhegyesi SE         | Mezőhegyes       |
| Mezőkovácsházi TE      | Mezőkovácsháza   |
| Nagyszénás SE          | Nagyszénás       |
| Okány KSK              | Okány            |
| Szarvasi FC            | Szarvas          |

##### Megyei Kvalifikáció "C"
| Klub               | Település  |
| ------------------ | ---------- |
| Csabacsűdi GYLSE   | Csabacsűd  |
| Dévaványai SE      | Dévaványa  |
| Gyulai Termál FC   | Gyula      |
| Kétegyházi SE      | Kétegyháza |
| Mezőberényi LE     | Mezőberény |
| Sarkadi Kinizsi LE | Sarkad     |
| Szeghalmi FC       | Szeghalom  |
| Vésztői SE         | Vésztő     |

#### Továbbjutó csapatok

##### Megyei I. osztály
| Klub | Település |
| ---- | --------- |
|      |           |
|      |           |
|      |           |
|      |           |

##### Megye II/A
| Klub | Település |
| ---- | --------- |
|      |           |
|      |           |
|      |           |
|      |           |

### Borsod-Abaúj-Zemplén megye
| Klub                           | Település     |
| ------------------------------ | ------------- |
| Abaújszántói VSE               | Abaújszántó   |
| Aszaló SE                      | Aszaló        |
| Bánhorváti                     | Kazincbarcika |
| Bőcs KSC                       | Bőcs          |
| BTE Felsőzsolca                | Felsőzsolca   |
| Cigánd SE                      | Cigánd        |
| Edelény-Borsodszer             | Edelény       |
| Emődi ÁIDSE                    | Emőd          |
| Encs VSC                       | Encs          |
| Gesztelyi FC                   | Gesztely      |
| Hidasnémeti VSC                | Hidasnémeti   |
| Mád FC                         | Mád           |
| Mezőkeresztes VSE              | Mezőkeresztes |
| Miskolci VSC                   | Miskolc       |
| Nyékládházi DE                 | Nyékládháza   |
| Sárospataki TC - Végardó Fürdő | Sárospatak    |

### Budapest
| Klub                     | Település |
| ------------------------ | --------- |
| 1908 Szentlőrinci AC KSE | Budapest  |
| 43. sz. Építők SK        | Budapest  |
| ASR Gázgyár              | Budapest  |
| Budafoki MTE II.         | Budapest  |
| Csep-Gól FC              | Budapest  |
| Fővárosi Vízművek SK     | Budapest  |
| Ikarus BSE               | Budapest  |
| Kelen SC                 | Budapest  |
| Pénzügyőr SE             | Budapest  |
| Rákosszentmihályi AFC    | Budapest  |
| Rákospalotai EAC         | Budapest  |
| Testvériség-Újpalota SE  | Budapest  |
| Unione FC                | Budapest  |
| XII. kerület Svábhegy FC | Budapest  |

### Csongrád-Csanád megye
| Klub                               | Település        |
| ---------------------------------- | ---------------- |
| Algyő SK                           | Algyő            |
| Apátfalva SC                       | Apátfalva        |
| Csongrád-Kunság Aszfalt            | Csongrád         |
| ESK Kiskundorozsmai                | Kiskundorozsma   |
| Foliaplast-Bordány SK              | Bordány          |
| Hódmezővásárhelyi FC II.           | Hódmezővásárhely |
| Makó FC                            | Makó             |
| Mórahalom VSE                      | Mórahalom        |
| Szeged-Csanád Grosics Akadémia II. | Szeged           |
| Szegedi VSE II.                    | Szeged           |
| Székkutas TC                       | Székkutas        |
| Szentesi Kinizsi SZITE             | Szentes          |
| Tiszasziget SE                     | Tiszasziget      |
| UTC 1913                           | Szeged           |

### Fejér megye
| Klub                | Település      |
| ------------------- | -------------- |
| Bodajk SE           | Bodajk         |
| DUFK SE             | Dunaújváros    |
| Enying VSE          | Enying         |
| Ercsi Kinizsi       | Ercsi          |
| Főnix FC            | Székesfehérvár |
| Ikarus-Maroshegy SE | Székesfehérvár |
| Kisláng SE          | Kisláng        |
| Lajoskomárom SE     | Lajoskomárom   |
| Mányi TK SE         | Mány           |
| Martonvásári SC     | Martonvásár    |
| Móri SE             | Mór            |
| Sárbogárd SSE       | Sárbogárd      |
| Sárosd Kronos Sport | Sárosd         |
| Tordas SE           | Tordas         |
| TÓVILL-Kápolnásnyék | Kápolnásnyék   |

### Győr-Moson-Sopron megye
| Klub                         | Település     |
| ---------------------------- | ------------- |
| Abda SC-VVFK-BAU             | Abda          |
| Carbodent Vitnyéd SE         | Vitnyéd       |
| Csornai SE                   | Csorna        |
| Dunántúli AC Nádorváros 1912 | Győr          |
| ETO F Győr Akadémia          | Győr          |
| FSC Hegykő                   | Hegykő        |
| Gönyű SE                     | Gönyű         |
| Gyirmót FC Győr II.          | Győr          |
| Győrszentiván SE             | Győrszentiván |
| Jánossomorjai SE             | Jánossomorja  |
| Kapuvári SE                  | Kapuvár       |
| Lébény SE                    | Lébény        |
| Loland Nyúl SC               | Nyúl          |
| Pannonhalma Horn SE          | Pannonhalma   |
| Soproni FAC 1900             | Sopron        |
| Üstökös FC Bácsa             | Győr          |

### Hajdú-Bihar megye
| Klub                           | Település       |
| ------------------------------ | --------------- |
| Aqua-General Hajdúszoboszló SE | Hajdúszoboszló  |
| Balmazújvárosi FC              | Balmazújváros   |
| Bocskai SE                     | Vámospércs      |
| Berettyóújfalui SE             | Berettyóújfalu  |
| Debreceni ASE                  | Debrecen        |
| Debreceni EAC II.              | Debrecen        |
| Derecske LSE                   | Derecske        |
| Hajdúböszörményi TE            | Hajdúböszörmény |
| Hajdúhadházi FK                | Hajdúhadház     |
| Hajdúnánás Flexo 2000 FK       | Hajdúnánás      |
| Hajdúsámsoni TTISZE            | Hajdúsámson     |
| Kabai Meteorit SE              | Kaba            |
| Monostorpályi SE               | Monostorpályi   |
| Nyíradony VVTK                 | Nyíradony       |
| Püspökladányi LE               | Püspökladány    |
| Sárrétudvari KSE               | Sárrétudvari    |

### Heves megye
| Klub                      | Település      |
| ------------------------- | -------------- |
| Bélkő SE                  | Bélapátfalva   |
| Besenyőtelek SC-Erőss Út  | Besenyőtelek   |
| Eger SE II.               | Eger           |
| Egerszalók SE             | Egerszalók     |
| Energia SE                | Gyöngyös       |
| Felsőtárkány SC           | Felsőtárkány   |
| Füzesabonyi SC            | Füzesabony     |
| Gyöngyöshalász SE         | Gyöngyöshalász |
| Heréd LC                  | Heréd          |
| Hevestherm-Hevesi LSC     | Heves          |
| Lőrinci VSC               | Lőrinci        |
| Maklár SE                 | Maklár         |
| Marshall-Andornaktálya SE | Andornaktálya  |
| Pétervására SE            | Pétervására    |

### Jász-Nagykun-Szolnok megye
| Klub                             | Település        |
| -------------------------------- | ---------------- |
| Fegyverneki NKSE                 | Fegyvernek       |
| Jánoshidai SE                    | Jánoshida        |
| Jászfényszarui VSE               | Jászfényszaru    |
| Jászárokszállási VSE Rosenberger | Jászárokszállás  |
| Karcagi SE                       | Karcag           |
| Jászapáti VSE                    | Jászapáti        |
| Kisújszállási SE                 | Kisújszállás     |
| Kunhegyesi ESE                   | Kunhegyes        |
| Jászladányi ESE                  | Jászladány       |
| Kunszentmártoni TE               | Kunszentmárton   |
| Martfűi LSE                      | Martfű           |
| Mezőtúri AFC                     | Mezőtúr          |
| Szajol KLK                       | Szajol           |
| Tiszaföldvár VSE                 | Tiszaföldvár     |
| Tószeg KSE                       | Tószeg           |
| Törökszentmiklósi FC             | Törökszentmiklós |
| Újszászi VVSE                    | Újszász          |

### Komárom-Esztergom megye
| Klub                | Település     |
| ------------------- | ------------- |
| Bábolnai SE         | Bábolna       |
| FC Esztergom        | Esztergom     |
| Koppánymonostori SE | Komárom       |
| Környe SE           | Környe        |
| Nagyigmándi KSK     | Nagyigmánd    |
| Nyergesújfalu SE    | Nyergesújfalu |
| OBSK Oroszlány      | Oroszlány     |
| Sárisápi SE         | Sárisáp       |
| Tatai AC            | Tata          |
| Vértessomlói KSK    | Vértessomló   |
| Vértesszőlősi SE    | Vértesszőlős  |
| WATI-Kecskéd KSK    | Kecskéd       |
| Zsámbéki SK         | Zsámbék       |

### Nógrád megye
| Klub               | Település      |
| ------------------ | -------------- |
| Berkenye SE        | Berkenye       |
| Diósjenő SE        | Nógrád         |
| Építők KC          | Salgótarján    |
| Érsekvadkert SE    | Érsekvadkert   |
| Héhalom SE         | Héhalom        |
| Karancslapujtő KSE | Karancslapujtő |
| Mátraterenye SE    | Mátraterenye   |
| Mohora SE          | Mohora         |
| Nőtincs SE         | Nőtincs        |
| Palotás SE         | Palotás        |
| Pásztó SK          | Pásztó         |
| Rimóc SE           | Rimóc          |
| Szécsény VSE       | Szécsény       |
| Szendehely FC      | Szendehely     |

### Pest megye
| Klub                    | Település      |
| ----------------------- | -------------- |
| Budakalász MSE          | Budakalász     |
| CSO-KI Sport            | Csomád         |
| Dunaharaszti MTK        | Dunaharaszti   |
| Felsőpakonyi KSE        | Felsőpakony    |
| Fémalk-Dunavarsányi TE  | Dunavarsány    |
| Gödöllői SK             | Gödöllő        |
| Maglódi TC              | Maglód         |
| Nagykáta SE             | Nagykáta       |
| Pilisi LK-Legenda Sport | Pilis          |
| Százhalombattai LK      | Százhalombatta |
| Törteli KSK             | Törtel         |
| Vecsési FC              | Vecsés         |
| Veresegyház VSK         | Veresegyház    |
| Viadukt SE-Biatorbágy   | Biatorbágy     |
| Dunakeszi VSE           | Dunakeszi      |
| Tököl VSK               | Tököl          |

### Somogy megye
| Klub                | Település        |
| ------------------- | ---------------- |
| AC Nagybajom        | Nagybajom        |
| Balatoni Vasas SE   | Siófok           |
| Balatonkeresztúr SK | Balatonkeresztúr |
| Balatonlelle SE     | Balatonlelle     |
| Csurgói TK          | Csurgó           |
| Hetes Vikár SC      | Kaposvár         |
| Juta SE             | Juta             |
| Kadarkút KSK        | Kadarkút         |
| Marcali VFC         | Marcali          |
| Segesdi SE          | Segesd           |
| Somogyjád SZSE      | Somogyjád        |
| Somogysárd SE       | Somogysárd       |
| Tabi VSC            | Tab              |
| Toponár SE          | Kaposvár         |

### Szabolcs-Szatmár-Bereg megye
| Klub                        | Település       |
| --------------------------- | --------------- |
| Austria J.-Vásárosnamény SE | Vásárosnamény   |
| Baktalórántháza VSE         | Baktalórántháza |
| Balkány SE                  | Balkány         |
| Csenger FC                  | Csenger         |
| Fehérgyarmat SC             | Fehérgyarmat    |
| Gyulaháza KSE               | Gyulaháza       |
| Ibrány SE                   | Ibrány          |
| Kemecse SE                  | Kemecse         |
| Mándok VSE                  | Mándok          |
| Mátészalkai MTK             | Mátészalka      |
| Nagyecsed RSE               | Nagyecsed       |
| Nagyhalász SE               | Nagyhalász      |
| Nyírgyulaj KSE              | Nyírgyulaj      |
| Nyírmeggyes SK              | Nyírmeggyes     |
| Tarpa SC                    | Tarpa           |
| Újfehértó SE                | Újfehértó       |

### Tolna megye
| Klub            | Település   |
| --------------- | ----------- |
| Bátaszék SE     | Bátaszék    |
| Bonyhád VLC     | Bonyhád     |
| Bölcskei SE     | Bölcske     |
| Dombóvári FC    | Dombóvár    |
| Dunaföldvár FC  | Dunaföldvár |
| Gerjeni SK      | Gerjen      |
| Kakasd SE       | Kakasd      |
| Tamási FC       | Tamási      |
| Tevel MEDOSZ SE | Tevel       |

### Vas megye
| Klub                         | Település     |
| ---------------------------- | ------------- |
| Büki TK                      | Bük           |
| Csepregi SE                  | Csepreg       |
| Csörnöc GyöngyeVasvár VSE    | Szombathely   |
| Celldömölki VSE-Vulkán Fürdő | Celldömölk    |
| Egyházasrádóc CSE            | Egyházasrádóc |
| Jánosháza KSK                | Jánosháza     |
| Király SE                    | Szombathely   |
| Körmendi FC                  | Körmend       |
| Kőszegi Lóránt FC            | Kőszeg        |
| Lorry GM Kft. Szarvaskend SE | Szarvaskend   |
| Rábapatyi KSK                | Rábapaty      |
| Répcelaki SE                 | Répcelak      |
| Rum KSC                      | Rum           |
| Sárvári FC                   | Sárvár        |
| Schott Lukácsháza SE         | Lukácsháza    |
| Szentgotthárdi VSE           | Szentgotthárd |
| Vép VSE                      | Vép           |

### Veszprém megye
| Klub                | Település      |
| ------------------- | -------------- |
| Ajka Kristály SE    | Ajka           |
| Badacsonytomaji SE  | Badacsonytomaj |
| Balatonalmádi SE    | Balatonalmádi  |
| Csetény SE          | Csetény        |
| Devecseri SE        | Devecser       |
| Fűzfői AK           | Balatonfűzfő   |
| Gyulafirátót SE     | Gyulafirátót   |
| Herendi Porcelán SK | Herend         |
| Magyarpolány SE     | Magyarpolány   |
| Péti MTE LC         | Pétfürdő       |
| Sümeg VSE           | Sümeg          |
| Tapolcai IAC VSE    | Tapolca        |
| Tihanyi FC          | Tihany         |
| Úrkút SK            | Úrkút          |
| Várpalotai BSK      | Várpalota      |

### Zala megye
| Klub                             | Település     |
| -------------------------------- | ------------- |
| Csácsbozsok-Nemesapáti SE        | Zalaegerszeg  |
| FEMAT Csesztreg SE               | Csesztreg     |
| Flexibil-Top Zalakomár ESE       | Zalakomár     |
| Hévíz SK                         | Hévíz         |
| Nagykanizsai SE                  | Nagykanizsa   |
| Kinizsi SK                       | Gyenesdiás    |
| Lenti TE SE                      | Lenti         |
| Letenye SE                       | Letenye       |
| Magnetic Andráshida TE           | Zalaegerszeg  |
| Semjénháza SE                    | Semjénháza    |
| Szalai-Edelholz Zalalövői TK     | Zalalövő      |
| Szepetnek SE                     | Szepetnek     |
| Tarr Andráshida SC               | Zalaegerszeg  |
| Let's do it Technoroll - Teskánd | Teskánd       |
| Zalaszentgróti VFC               | Zalaszentgrót |